# Popești-Stejari
Popești-Stejari – wieś w Rumunii, w okręgu Gorj, w gminie Stejari. W 2011 roku liczyła 236 mieszkańców.